# Коюнджу, Арда
Эфе Арда Коюнджу (тур. Efe Arda Koyuncu; род. 8 июля 2005, Стамбул, Турция) — турецкий футболист, защитник клуба «Истанбул Башакшехир» и сборной Турции до 17 лет.

## Карьера

### «Истанбул Башакшехир»
С 2015 года выступал в молодёжке клуба «Истанбул Башакшехир». В апреле 2022 года стал игроком основной команды. Дебютировал в Суперлиге Турции 7 мая 2022 года в матче с «Галатасараем», провёл на поле все 90 минут. 

## Карьера в сборной
В 2021 года был вызван в сборную Турции до 17 лет. Дебютировал 27 августа 2021 года в матче со сверстниками из Словакии. 